# Théâtre dramatique azerbaïdjanais d'Erevan
 (mars 2018).
Le contenu est difficilement compréhensible vu les erreurs de traduction, qui sont peut-être dues à l'utilisation d'un logiciel de traduction automatique.

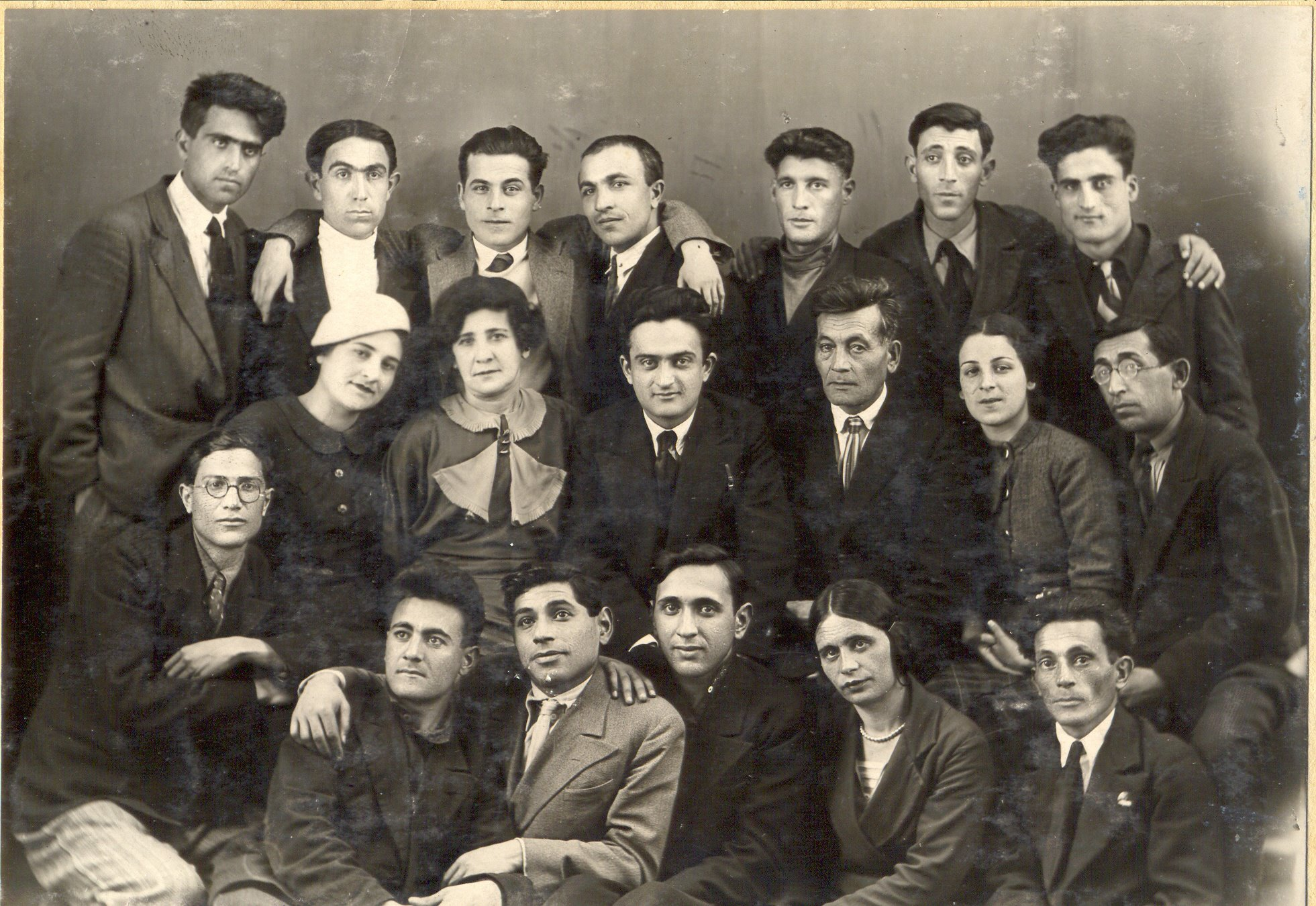
Théâtre dramatique de l'État d'Azerbaïdjan.

Le Théâtre dramatique azerbaïdjanais d'Erevan (en azéri : İrəvan Dövlət Azərbaycan Dram Teatrı, en arménien : Երևանի ադրբեջանական պետական շրջիկ թատրոն) est un théâtre dramatique d'État de l'Azerbaïdjan, fondé le 14 avril 1928 à Erevan. C'était le premier théâtre d'une autre nation sur le territoire de l'Arménie.
Plus tard, le théâtre a été nommé d'après le fondateur de la dramaturgie de la République soviétique d'Azerbaïdjan Djafar Djabbarli. Yunus Suleimani, Ali Zainalli, Bakhchi Qalandarli, Ali Chakhsabakhli et d'autres ont figuré parmi les personnalités marquantes du théâtre.

## Établissement du théâtre
Le raisonnement a été précédé par des spectacles amateurs dans les années 1880-1882. En 1882, les travaux de l'arménien Madatov en langue azerbaïdjanaise commencèrent à Erevan.
En 1886, à l'initiative du professeur azerbaïdjanais de l'école russo-musulmane d'Erevan Firudin Bek Kotcharlinskiy, les élèves ont interprété le travail de Mirza Fatali Akhundov "Monsieur Jordan et Dervich Mastali Chakh". Ce fut le début du théâtre azerbaïdjanais à Erevan.
À partir de 1896 à Erevan les spectacles en azerbaïdjanais ont été interprétés plus ou moins régulièrement. Dans ces années ont été jouées les œuvres "Auditor" de Góqol, "Haci Qara" de Mirza Fatali Akhundov, "Nadir chah" de Nariman Narimanov, "Les morts" de Djalil Mamedkulizade, etc.
En 1928, le théâtre dramatique a été établi à Erevan, qui a ensuite été nommé dramaturge Djafar Djabbarli. Ce théâtre était le premier d'une autre nation sur le territoire de l'Arménie.

## Activité de théâtre

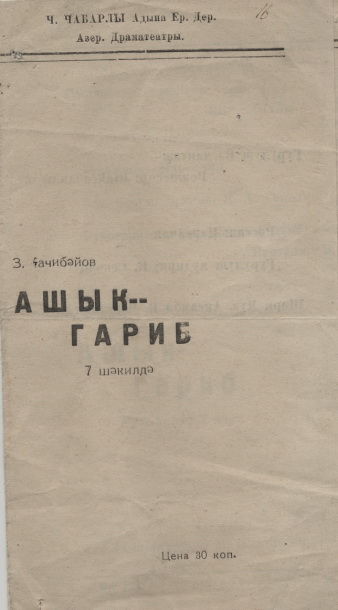
Le répertoire du théâtre

Le théâtre a également continué à fonctionner pendant la République socialiste soviétique arménienne, et reste le seul théâtre azerbaïdjanais en Arménie. Dans le répertoire du théâtre une place centrale occupait les comédies musicales d'Uzeir Hadjibeyov "Archin mal alan", "O olmasin, bu olsun", etc.

De 1934 à 1951, le directeur principal du théâtre était Bakhchi Galandarli.

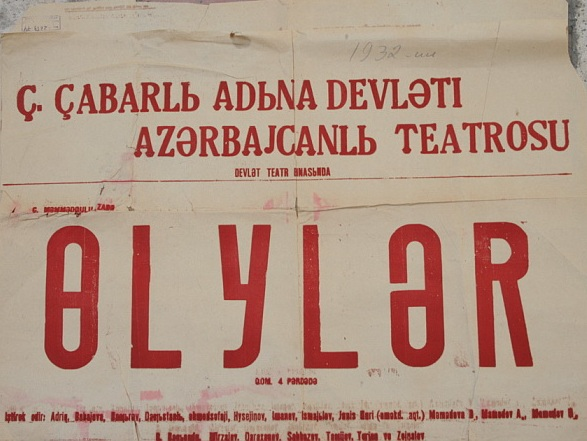
Le répertoire du théâtre.

En avril 1944, le théâtre dramatique d'Erevan avec la représentation de "Otello" a participé au Festival de Shakespeare sur le 380e anniversaire de la naissance de William Shakespeare.
Dans les années 1949-1967, le théâtre n'a pas fonctionné, mais en 1967 le théâtre azerbaïdjanais en Arménie a repris son activité. Le répertoire du théâtre comprenait les œuvres "Sevil" de Dj.Djabbarli, "Namus" de Chirvanzadeh, "Farhad et Chirin" de Samad Vurgun, " Le feu " d'Erevanli et Suleimanov, etc.
Mais en 1988, le théâtre cesse son activité à Erevan en raison de la guerre du Haut-Karabagh et l'expulsion de la population azérie d'Arménie. La compagnie de théâtre poursuit son activité à Bakou depuis 1989, dans le théâtre dramatique de l'Azerbaïdjan.